# Quận Pocahontas, Iowa
Quận Pocahontas là một quận thuộc tiểu bang Iowa, Hoa Kỳ. Quận lỵ đóng ở  Pocahontas.. Quận được đặt tên theo. Dân số theo điều tra năm 2010 của Cục điều tra dân số Hoa Kỳ là 7310 người.
Quận được đặt tên theo công chúa thổ dân Mỹ từ Jamestown, Virginia.

## Địa lý
Theo Cục điều tra dân số Hoa Kỳ, quận này có diện tích 1500 km2, trong đó có 4 km2 là diện tích mặt nước.